# Rond-point (église)
Pour les articles homonymes, voir Rond-point.

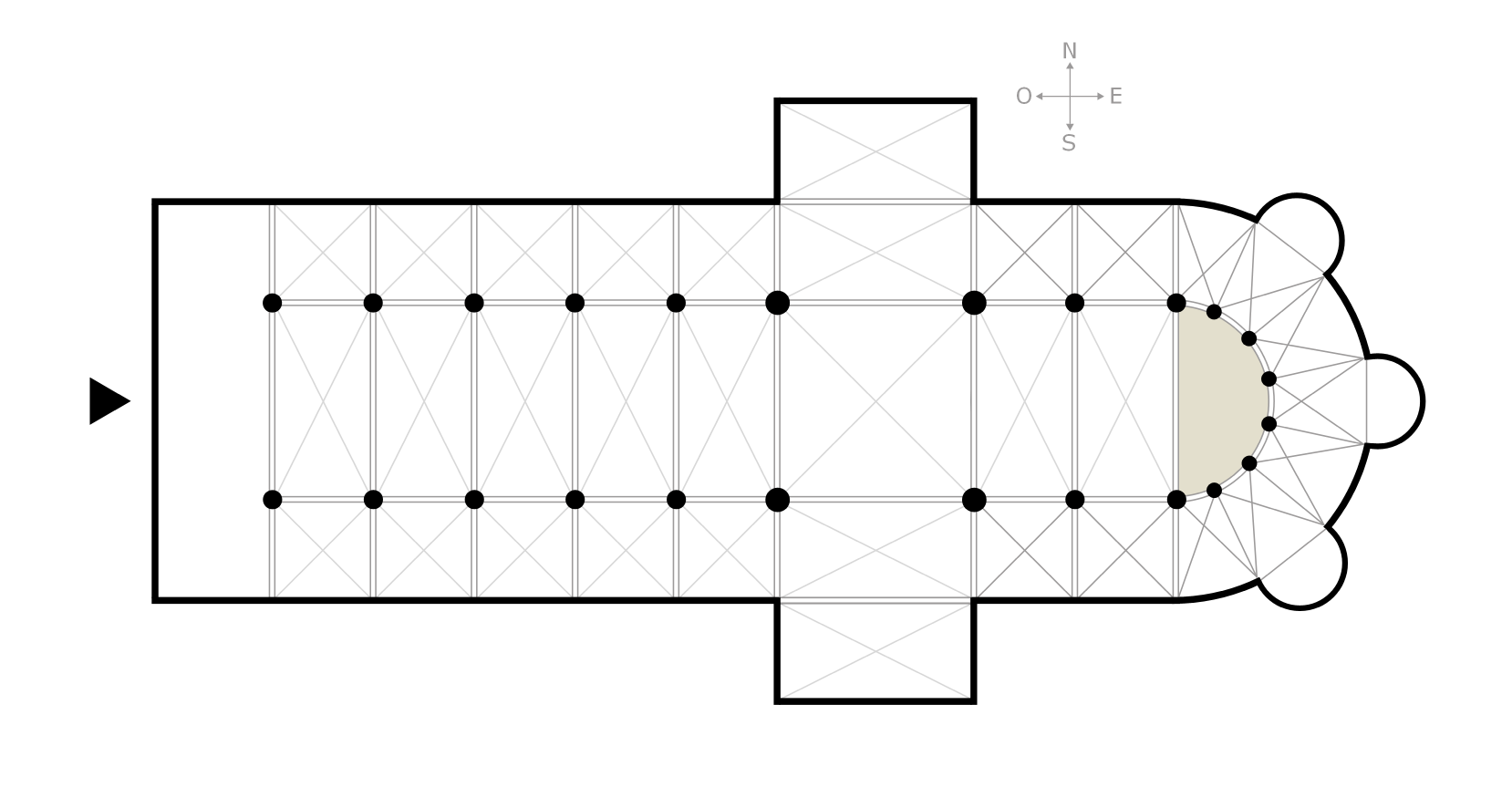
Plan d'une église, montrant le rond-point de l'abside d'une église avec déambulatoire et chapelles rayonnantes avec absidioles.

Le rond-point d'une église est l'ensemble des piliers et des arcades les reliant fermant l'abside (de tracé hémicirculaire ou à pans) du chœur quand l'église comprend un déambulatoire.
Dans les églises de style gothique rayonnant, l'abside d'un chœur à déambulatoire se termine par un rond-point et se poursuit au-dessus du toit du déambulatoire par le triforium, puis par les fenêtres hautes formant claire-voie.
Par extension, ce terme peut s'appliquer à la partie en hémicycle ou abside qui termine la nef.